# 紀本
紀 本（き の もと）は、奈良時代の貴族。姓は朝臣。官位は従五位下・肥後守。

## 経歴
宝亀5年（774年）従五位下・左少弁に任ぜられる。宝亀7年（776年）春宮亮に遷るがまもなく尾張守として地方官に転じた。
桓武朝に入り、天応元年（781年）光仁上皇の葬儀に際して装束司を務める。翌天応2年（782年）2月に陰陽頭に任ぜられ、8月には光仁天皇の山陵地を選定するために、治部卿・壱志濃王らと共に大和国に派遣される。しかし同年9月には肥後守として再び地方官に遷った。

## 官歴
『続日本紀』による。
- 時期不詳：正六位上
- 宝亀5年（774年） 正月7日：従五位下。7月21日：左少弁
- 宝亀7年（776年） 3月6日：春宮亮。3月29日：尾張守
- 天応元年（781年） 12月23日：装束司（光仁上皇葬儀）
- 天応2年（782年） 2月7日：陰陽頭。9月6日：肥後守